# 邢耿
邢耿，中华人民共和国政治人物、外交官。
1985年，接替王毓培，担任中华人民共和国驻尼日尔大使。1990年，由武东和接任。